# Gartok
La ville de Gartok (tibétain : སྒར་ཐོག, Wylie : sGar-thog, THL : gartok ; chinois : 噶大克 ; pinyin : gádàkè) située dans le comté de Gar (préfecture de Ngari) est une ville de commerce du Tibet. Elle est située sur une rive de l'Indus sur la route entre les villes de Shigatsé au Tibet et de Leh au Ladakh, à l'est de la ville de Simla en Inde. Elle est localisée à une altitude de 4 460 m à la base de la Chaîne du mont Kailash. 
En vertu de la convention entre la Grande-Bretagne et le Tibet de 1904, Gartok, ainsi que Yatung et Gyantsé, a été ouvert au commerce britannique. Lors du retour de la colonne militaire en provenance de Lhassa en cette même année, Gartok a été visitée par une partie commandée par le capitaine Ryder, qui a trouvé seulement une douzaine de personnes résidant en hiver, leurs maisons étant au milieu d'une plaine. Pendant l'été, cependant, l’ensemble du commerce entre le Tibet et le Ladakh passait par cette ville. La population au milieu des années 1980 était d'un peu moins de 10 000.